# جیمز مک‌کلین
جیمز جوزف مک‌کلین (انگلیسی: James Joseph McClean؛ زادهٔ ۳۱ ژانویهٔ ۱۹۹۲) بازیکن فوتبال اهل ایرلند است.
وی برای تیم ملی فوتبال ایرلند ۵۹ بازی انجام داده و ۱۰ گل به ثمر رسانده‌است. پست تخصصی این بازیکن نیز، هافبک است.